# Cronologia da história de Curuguaty
Essa artigo lista os eventos históricos mais importantes da cidade paraguaia de Curuguaty.

## Cronologia
- 1632 a 1676: A área de Curuguaty era um dos assentamentos pertencente a Villa Rica del Espírito Santo, atual Villa del Rosario;
- 14 de maio de 1716 - Fundação de Curuguaty, com a designação de Villa San Isidro Labrador de los Monarcas Católicos de Curuguaty;
- 15 de maio de 1811 - Sob o comando do capitão Mauricio José Troche, Curuguaty se torna parte integrante do Paraguai, independente da Espanha;
- 1820 a 1845 - A cidade cede asilo a José Gervasio Artigas;
- 31 de agosto de 1869 - Durante a Guerra do Paraguai, Curuguaty foi nomeada capital do Paraguai;
- 28 de outubro de 1869 - Curuguaty foi saqueada e queimada pelas tropas brasileiras;
- 30 de outubro de 1901 - Com novos colonos, é estabelecido o nome de Villa Curuguaty;
- 1924 - A primeira escola da cidade é fundada;
- 1965 - É inaugurada a Ruta del Aterro, ligando a cidade a Coronel Oviedo;
- 2004 - É inaugurada a estrada asfaltada da cidade.